# Le Château de verre
Le Château de verre (Italiaans: L'amante di una notte) is een Frans-Italiaanse dramafilm uit 1950 onder regie van René Clément.

## Verhaal
Évelyne is gelukkig getrouwd met een Zwitserse ambtenaar. Wanneer ze Rémy leert kennen, voelt ze zich toch meteen tot hem aangetrokken. Ze ontmoeten elkaar voor 24 uur in Parijs. Omdat hun afscheid uitloopt, mist Évelyne haar trein. Ze neemt het vliegtuig om op tijd terug te zijn, maar ze komt nooit aan op haar bestemming. 

## Rolverdeling
| Acteur            | Personage            |
| ----------------- | -------------------- |
| Michèle Morgan    | Évelyne Lorin-Bertal |
| Jean Marais       | Rémy Marsay          |
| Jean Servais      | Laurent Bertal       |
| Elisa Cegani      | Elena                |
| Élina Labourdette | Marion               |
| Giovanna Galletti | Louise Morel         |
| André Carnège     | Secretaris           |
| Roger Dalphin     | Marcel               |